# Allotropie du plutonium

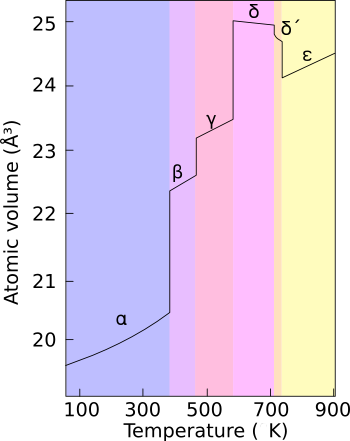
Diagramme des allotropes du plutonium à pression atmosphérique. Les volumes atomiques sont exprimés en Å.

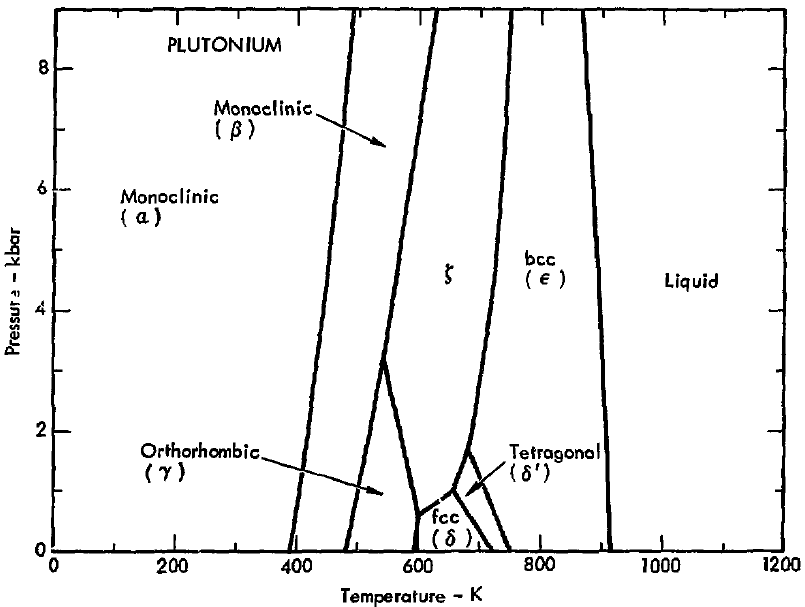
Diagramme de phases du plutonium, 0.1 MPa.

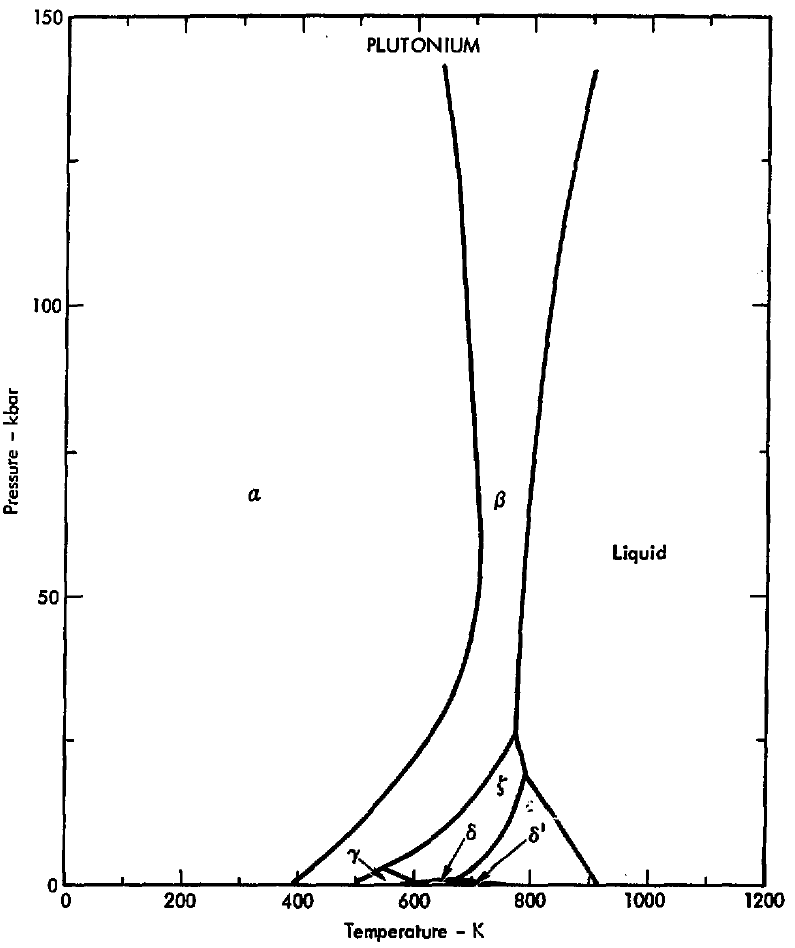
Diagramme de phases du plutonium, 15 MPa.

Il existe six allotropes du plutonium aux pressions et températures ambiantes, notés par les lettres grecques alpha (α), bêta (β), gamma (γ), delta (δ), delta prime (δ’) et epsilon (ε) ; un septième allotrope, noté zêta (ζ), n'existe qu'à partir d'environ 0,1 GPa à 310 °C, remplaçant les phases γ, δ et δ’ au-delà d'environ 0,4 GPa. Ces allotropes présentent une énergie interne très proche, ce qui les rend très sensibles aux variations de température, de pression et de conditions chimiques environnantes ; ils présentent en revanche des structures cristallines très différentes, qui conduisent à des masses volumiques variant de près de 25 % entre la phase α à température ambiante et la phase δ à 310 °C, soit un allongement de près de 7 %. Les transitions de phase s'accompagnent ainsi de brusques variations de volume. De plus, les allotropes α, β, γ et ε ont un coefficient de dilatation élevé (53 × 10−6 K-1 pour la phase α, par exemple), ce qui signifie qu'ils se dilatent fortement lorsqu'ils sont chauffés, tandis que les allotropes δ et δ’ ont un coefficient de dilatation négatif (−21 × 10−6 K-1 pour la phase δ), ce qui signifie qu'ils se contractent lorsque la température augmente. Le plutonium est également l'un des rares éléments chimiques qui se contractent lorsqu'ils fondent, avec un accroissement de masse volumique de 2,5 %.
| Phase   | Système cristallin              | Température de transition de phase | Masse volumique[a] |
| ------- | ------------------------------- | ---------------------------------- | ------------------ |
| α       | Monoclinique simple             | —[b]                               | 19,86 g·cm-3       |
| β       | Monoclinique à bases centrées   | 124,5 °C                           | 17,70 g·cm-3       |
| γ       | Orthorhombique à faces centrées | 214,8 °C                           | 17,14 g·cm-3       |
| δ       | Cubique à faces centrées        | 320,0 °C                           | 15,92 g·cm-3       |
| δ’      | Quadratique centré              | 462,9 °C                           | 16,00 g·cm-3       |
| ε       | Cubique centré                  | 482,6 °C                           | 16,51 g·cm-3       |
| Liquide | Liquide                         | ~640 °C                            | 16,65 g·cm-3       |
L'existence de ces allotropes aux propriétés si différentes rend l'usinage du plutonium particulièrement délicat. Ainsi, la phase α de la température ambiante présente des propriétés d'usinage semblables à celles de la fonte mais passe à la phase β dès que la température s'élève un peu. Ces deux phases, ainsi que la phase γ, stables aux températures peu élevées, ont une structure cristalline évoquant davantage celle des minéraux que celle des métaux en raison de leur faible degré de symétrie. Elles sont fragiles, peu résistantes mécaniquement, et mauvaises conductrices de l'électricité. La conductivité électrique de la phase α décroît lorsque la température diminue jusqu'à environ 100 K. 
La phase δ, en revanche, présente des propriétés mécaniques semblables à celle de l'aluminium. Stable de 310 à 452 °C, elle peut être stabilisée à température ambiante à travers des alliages avec de petites quantités de gallium, d'aluminium ou de cérium, ce qui est notamment mis à profit pour les applications militaires. L'alliage plutonium-gallium est le plus employé à cet effet. Le plutonium peut ainsi être coulé et soudé comme l'aluminium afin d'obtenir les géométries souhaitées. Les transitions de phase sont elles-mêmes utilisées dans la conception des armes nucléaires pour atteindre la criticité sous l'effet de la contraction produite par l'onde de choc explosive.
| Propriété                    | Plutonium α         | Plutonium δ[c]           |
| ---------------------------- | ------------------- | ------------------------ |
| Structure cristalline        | Monoclinique simple | Cubique à faces centrées |
| Masse volumique              | 19,86 g·cm-3        | 15,8 g·cm-3              |
| Coefficient de dilatation    | 53 × 10−6 K-1       | 3 × 10−6 K-1             |
| Module de Young              | 100 GPa             | ~40 GPa                  |
| Coefficient de Poisson       | 0,15                | 0,26                     |
| Compressibilité              | 0,020 GPa-1         | 0,033 GPa-1              |
| Limite d'élasticité          | —                   | 68 MPa                   |
| Traction limite à la rupture | 425 MPa             | 100 MPa                  |
| Élongation limite            | < 0,1 %             | ~35 %                    |
| Résistivité électrique       | 145 × 10−6 Ω·cm     | 100 × 10−6 Ω·cm[d]       |
La diversité et les propriétés des allotropes du plutonium s'expliquent assez bien à partir de la configuration électronique 7s2 5f6 de cet élément, marquée par le remplissage partiel de la sous-couche 5f. Celle-ci est spatialement juste assez étendue pour participer aux liaisons interatomiques, avec une nature fortement directionnelle qui favorise les géométries faiblement symétriques. Cette configuration électronique devient 7s2 5f5 6d1 à l'état métallique. Lorsque la température augmente, ou que le plutonium est allié à un autre métal, le caractère directionnel des liaisons induites par les électrons 5f s'estompe, et le cristal adopte des symétries d'ordre supérieur, avec des transitions de phase spectaculaires.